# Láthatatlanság
A láthatatlanság kérdése sok tudományos-fantasztikus irodalmi műben felbukkan, amelyek szereplői valamilyen rejtőztető eszköz segítségével társaik vagy ellenségeik számára láthatatlanná válhatnak (például A Gyűrűk Ura, Harry Potter). Ezt a jelenséget rendszerint lehetetlennek tekintik arra hivatkozva, hogy ellentmondana az optika törvényeinek. Ez azonban ma már nem pusztán a fikció körébe tartozik: a metaanyagok területén végzett kísérletek ezt támasztják alá.

## Különleges anyagok – metaanyagok
Egy orosz tudós, Victor Veselago észrevette, hogy az anyagoknak két érdekes tulajdonsága van: jellemző rájuk az elektromos áteresztőképesség (permittivitás) és a mágneses áteresztőképesség (permeabilitás). Ezek pozitív vagy negatív értékeket egyaránt felvehetnek, de nincs olyan anyag melynek esetében mindkét jellemző negatív értékkel rendelkezne. Veselago elemezte, hogy létrehozható-e olyan tulajdonságú anyag melynek esetében mindkét érték negatív lenne. Azt találta, hogy létrehozható, de minden elektromágneses jelenség másképp zajlana le benne. Ilyen következmény például a negatív törésmutató fellépése. Ebben az esetben a fény egy ilyen közeg határához érve nem hatolna be a negatív törésmutatójú anyagba, hanem azt megkerülve haladna tovább. Az ilyen anyagból készült tárgy ezért láthatatlanná válna, viszont láthatóvá válnának az általa eltakart, mögötte levő tárgyak.
Ezen különleges anyagok kutatások során a metaanyagok nevet kapták.

## Maxwell egyenletei és a fény titka
James Clerk Maxwell skót matematikus-fizikus, korának talán legnagyobb elméleti fizikusa. Ő volt az, aki egy összefoglaló egyenletrendszerbe írta le az elektromosság és a mágnesesség törvényeit. Először Michael Faraday egyik felfedezésével foglalkozott, mely szerint az elektromos mező mágneses mezővé alakulhat és fordítva. Elfogadta az erőterek Faraday-féle ábrázolását de leírta ezeket differenciálegyenletekkel is. Maxwell egy érdekes kérdést fogalmazott meg, mely szerint ha a fenti állítás igaznak bizonyul, mi történne abban az esetben, ha ez az átalakulás folytonosan történne? Megállapította, hogy az ily módon létrejött elektromágneses mező hullámot hoz létre, melynek terjedési sebessége a fény sebességéhez nagyon közeli értékű. Így jött tehát rá Maxwell a fény titkára, megállapítva, hogy ez nem más mint elektromágneses hullám.
Az általa kidolgozott fény és atomelmélet szerint tehát egy szilárd testben az atomok szorosan, sűrű rácsban helyezkednek el, míg a gázokban sokkal ritkábban, távolabb vannak egymástól a molekulák. Ez az oka a szilárd testek átlátszatlanságának. A fény nem tud áthatolni a sűrű atomrácson, míg a gázok esetében a molekulák között nagyobb hely áll a fény rendelkezésére, mint a saját hullámhossza. A szabály alól azonban sok kivétel van. Például sok kristály, habár szilárd, mégis átlátszó. Ebben az esetben, bár az atomok itt is szorosan zsúfolt kristályrácsban helyezkednek el, a fény mégis talál olyan útvonalakat melyeken át tud haladni.

## A metaanyagok és a láthatatlanság
A törésmutató, mint tudjuk állandó, ennek megfelelően egy fénysugár valamilyen határfelületre érkezve megtörik, és utána egyenes vonalban halad tovább. Viszont ha befolyásolni tudjuk az anyag törésmutatóját tetszés szerint, akkor elvileg szabályozni tudnánk a használt sugárzás útját az anyagunkban, vagyis lehetővé válik, hogy egy tárgyat valamilyen sugárzás megkerüljön és így láthatatlanná váljon. Ehhez azonban a az anyagok törésmutatója negatív kell, hogy legyen. Mint az előbb láthattuk, ilyen anyagok a metaanyagok, melyek parányi elemek ismétlődéséből tevődnek össze. Méretük és egymástól való távolságuk kisebb kell legyen a használt sugárzás hullámhosszánál. Ekkor a beeső elektromágneses hullám nem tudja megkülönböztetni az egyes elemeket, homogénnek veszi a metaanyagot. Az építőelemek parányi hurkok, vezetődarabok, ezeket helyezik el szabályosan ismétlődő rendben.
Kutatások során sikerült elérni, hogy a mikrohullámok számára egy tárgy láthatatlanná váljon. A Duke egyetem kutatói, apró elektromos áramköröket ágyaztak rézszalagokba melyeket lapos koncentrikus körök formájában elhelyezve elérték, hogy a mikrohullámok számára a kijelölt tárgy láthatatlan maradjon. A hullámok az anyagban a megszokottól eltérő módon hajlanak el és terelődnek, mint amikor egy folyó közepén levő kőtömb mellett a víz elsiklik. Ha ez az anyag (metaanyag) minden visszaverődést és árnyékot kiküszöböl, akkor a sugárzás ezen formája számára teljesen láthatatlanná tud tenni egy tárgyat.
Nagy általánosságban tehát elmondható, hogy az ilyen metaanyagok belsejébe beültetett szerkezeteknek kisebbnek kell lenniük a sugárzás hullámhosszánál. Az előbbi kísérlet esetében a mikrohullámok hullámhossza 3 cm, így a mikrohullámok elhajlítására alkalmas metaanyag implantátumainak kisebbnek kell lenniük 3 cm-nél.

## Metaanyagok fényre szabva
Ha el szeretnénk érni, hogy a tárgyunk a látható fénytartományban is láthatatlan legyen, a metaanyagunk implantátumai maximum 500 nanométeresek lehetnek. Ha a valóságban használható, rejtőztető eszközt akarunk készíteni, egyértelmű, hogy az anyag belsejében, az atomi szinteken kell módosításokat végezni az anyag szerkezetében.
A cél tehát a nanotechnológia felhasználása olyan metaanyagok előállítására, melyek a látható fény esetében alkalmazhatóak. Az elmúlt 5-10 évben több ilyen előállítási eljárás is született.
Az első szerint a rendelkezésre álló technológiákat használva, vagyis a félvezetőipar eljárásait átvéve a fotolitográfia segítségével állítanának elő ilyen anyagot. Mint tudjuk, ez egy szilíciummaratási technológia, melyet főleg a félvezetőiparban, mikroelektronikában használnak, például mikroprocesszorok gyártására. Egy német kutatócsoport 2007-ben hozta létre az első ilyen anyagot, amely vörös fényben (780 nm) működött. Ebben az esetben a kutatók üveglemezre raktak vékony rétegekben ezüstöt, magnézium-fluoridot és ezüstöt, ebben a sorrendben. Ennek vastagsága mindössze 100 nm volt. A hagyományos marási eljárást alkalmazva erre, négyzet alakú lyukacskák rendszerét hozták létre. Megmérve az anyag törésmutatóját 0,6-et kaptak.
Egy másik lehetséges eljárása plazmonikát veszi alapul. Fény segítségével egy fém felületén lévő, úgynevezett vezetési elektronokat hullámszerű mozgásra lehet kényszeríteni, amelyben sűrűsödések és ritkulások váltják egymást. Az elektronok ezen hullámszerű mozgását nevezzük plazmonnak, és ez egyszerre rezeg a fénysugárral. Ebben az esetben az előállított metaanyag 50 nm és két ezüstréteg valamint a közéjük ékelt szilícium‒nitrogén szigetelőrétegből áll. Ez a szigetelőréteg szolgál ún. hullámvezetőként, ezzel befolyásolható a plazmonikus hullámok iránya.
Harmadik ötletként a fotonikus kristályok alkalmazása tekinthető. Ennek célja olyan chip elkészítése, ami az adatok feldolgozására nem elektromos áramot, hanem fényt használ. A félvezetőszeletbe mart apró alkatrészek egyenkénti törésmutatója viszont változó kell különböző kell legyen.

## Hologramok
Egy másik rejtőztető megoldás, melyet már egy filmben is alkalmaztak (Mission impossible - Fantom protokoll) lefényképezi a mögöttünk levő környezetet, majd ezt a ruhánkra vagy az előttünk álló ernyőre kivetíti. A személy tehát látszólag láthatatlan. Ezt a módszert a tokiói egyetemen dolgozták ki. Ezt a köpenyt vagy ernyőt apró fényvisszaverő gyöngyszemek borítják. Ezzel az a baj, hogy a szemünket mozdítva rájönnénk a csalásra. A teljes megtévesztés érdekében háromdimenziós kép illúzióját kell elérni. Ehhez van szükség a hologramokra.
A holográfia a fény hullámtermészetén alapuló képrögzítő eljárás, amellyel a tárgy struktúrájáról tökéletes térhatású, vagyis háromdimenziós kép hozható létre. Egy brit állampolgárságú magyar, Gábor Dénes találta fel 1947-ben, és ezért 1971-ben fizikai Nobel-díjat kapott. Egy ember tehát láthatatlanná tehető, ha a mögötte levő teret speciális holografikus kamerával rögzítjük, majd eléje egy speciális holografikus ernyőre kivetítjük. Ebben az esetben a hamisítvány teljesen valódinak tűnik.

## Láthatatlanság a művészetben
A festő Salvatore Garau, aki ellenzi a NFT művészetet és annak környezeti hatásait, kifejlesztette a "Hiányok gondolata" koncepciót. Ez a megközelítés arra törekszik, hogy helyreállítsa a társadalmi közelség, integráció és kreativitás értékeinek fontosságát, amelyek manapság gyakran túlterheltek a digitális világ által. Salvatore Garau úgy véli, hogy a művészetnek üres térre, magánéletre és reflexióra van szüksége ahhoz, hogy autentikusan újjá tudjon születni. 2021-ben Salvatore Garau láthatatlan műveinek sorozata jött létre, amelyek világszerte érdeklődést keltettek és mélyebb gondolatokat nyújtanak a művészet történeteről.
Salvatore Garau átalakította saját aláírását egy műalkotássá, és egy általa aláírt A4-es lapot aukcióra bocsátott. Az Art-Rite 2021-es Milánói aukcióján Salvatore Garau Davanti a te (2021) című műve – egy aláírt papírlap – 27 120 euróért kelt el, az aukciós díjak nélkül.